# Meyah jezik
Meyah jezik (meax, meyach, meah, mejah, mejach, arfak, mansibaber; ISO 639-3: mej), jedan od tri jezika porodice East Bird's Head, skupine meax, kojim govori blizu 15 000 ljudi (narod Meah) u obalnim predjelima zapadno od Manokwarija na indonezijskom dijelu Nove Gvineje i planinama Arfak.
Silzer & Heikkinen (1984) navode 15 sela u kojima se govori: Mansibaber, Sidei, Kasbederi, Kaironi
Masni, Mandopi, Syoribo, Amban, Fanindi, Pasirputih, Pami, Wadopi, Manggoapi, Wousi i Sauwi.
Postoji nekoliko dijalekata. U novije vrijeme mnogi su postali dvojezični u indonezijskom.

## Vanjske poveznice
- Ethnologue (14th)
- Ethnologue (15th)